# 大阪府立清水谷高等學校
大阪府立清水谷高等學校（Osaka Prefectual Shimizudani (Senior) High School），是一所位於日本大阪府大阪市的府立高等學校。創立於明治三十三年（1900年），初名「大阪府第一高等女學校」。學制共三年。

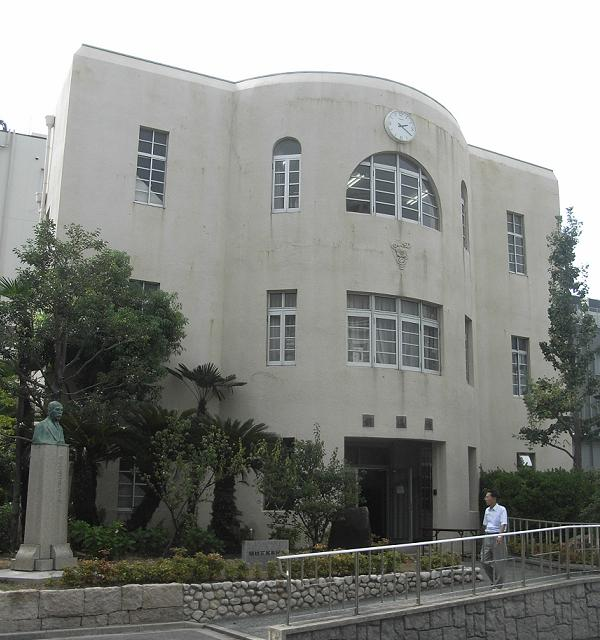
済美館。象征清水谷的建筑物。在左下边的事是第一代校长的大村忠二郎的胸像

## 著名校友
- 川嶋紀子 - 日本皇室秋篠宮妃紀子的祖母（同姓同名），(悠仁親王的曾祖母)
- 山本孝史 - 1998年日本民主黨参議院议员。制定了癌对策基本法
- 磯部琇三 - 日本國家天文臺准教授。日本宇宙保护协会会長
- 小田章 - 日本國立大學和歌山大學校长
- 服部正平 - 日本國立大學东京大学大學院新領域創成科学研究科教授
- 東孝光 - 建築師。塔の家，是混凝土住宅，獲得很高的評價
- 柴田昌平 - 電影導演
- 沖村志宏 - 電影導演
- 豐川悅司 - 演員
- 安藤亮司 - 演員
- 谷崎松子 - 日本著名的小說家谷崎潤一郎的妻子
- 大村忠二郎 - 第一代校长。日本的女子教育第一把交椅
- 永井幸次 - 日本的音乐教育第一把交椅。大阪音乐大学创立者

## 外部連結
- （日語）大阪府立清水谷高等学校 （页面存档备份，存于）
- （日語）清友会 - 同窗会

34°40′29.5″N 135°31′29.3″E / 34.674861°N 135.524806°E